# Lycodon striatus
Lycodon striatus, també coneguda com a serp llop del nord, és una espècie de serp del gènere Lycodon, de la família dels colúbrids.